# Coppa del Mondo di salto con gli sci 1991
La Coppa del Mondo di salto con gli sci 1991, dodicesima edizione della manifestazione organizzata dalla Federazione Internazionale Sci, ebbe inizio il 1º dicembre 1990 a Lake Placid, negli Stati Uniti d'America, e si concluse il 30 marzo 1991 a Štrbské Pleso, in Cecoslovacchia. Furono disputate 22 delle 25 gare previste, tutte maschili, in 18 differenti località: 5 su trampolino normale, 13 su trampolino lungo e 4 su trampolino per il volo.
Per la prima volta venne stilata una classifica di specialità relativa alle gare di volo. Nel corso della stagione si tennero in Val di Fiemme i Campionati mondiali di sci nordico 1991, non validi ai fini della Coppa del Mondo, il cui calendario contemplò dunque un'interruzione nel mese di febbraio.
L'austriaco Andreas Felder si aggiudicò la coppa di cristallo, il trofeo assegnato al vincitore della classifica generale; il tedesco Jens Weißflog vinse il Torneo dei quattro trampolini, le cui prove furono ritenute valide anche ai fini della classifica di Coppa, e lo svizzero Stefan Zünd la "coppetta" di volo. Ari-Pekka Nikkola era il detentore uscente della Coppa generale, Dieter Thoma del Torneo.

## Risultati
| Data                          | Località               | Nazione        | Trampolino                | Spec. | Primo                        | Secondo           | Terzo             |
| ----------------------------- | ---------------------- | -------------- | ------------------------- | ----- | ---------------------------- | ----------------- | ----------------- |
| 1º dicembre 1990              | Lake Placid            | Stati Uniti    | MacKenzie Intervale K86   | NH    | Andreas Felder               | Ari-Pekka Nikkola | Anssi Nieminen    |
| 2 dicembre 1990               | Lake Placid            | Stati Uniti    | MacKenzie Intervale K114  | LH    | André Kiesewetter            | Stefan Zünd       | Ernst Vettori     |
| 8 dicembre 1990               | Thunder Bay            | Canada         | Big Thunder K90           | NH    | Andreas Felder               | Dieter Thoma      | Franci Petek      |
| 9 dicembre 1990               | Thunder Bay            | Canada         | Big Thunder K120          | LH    | Andreas Felder               | Franci Petek      | Ari-Pekka Nikkola |
| 15 dicembre 1990              | Sapporo                | Giappone       | Miyanomori K90            | NH    | André Kiesewetter            | Dieter Thoma      | Josef Heumann     |
| 16 dicembre 1990              | Sapporo                | Giappone       | Ōkurayama K115            | LH    | Dieter Thoma                 | André Kiesewetter | Vesa Hakala       |
| Torneo dei quattro trampolini |                        |                |                           |       |                              |                   |                   |
| 30 dicembre 1990              | Oberstdorf             | Germania       | Schattenberg K115         | LH    | Jens Weißflog                | Andreas Felder    | Heinz Kuttin      |
| 1º gennaio 1991               | Garmisch-Partenkirchen | Germania       | Große Olympiaschanze K107 | LH    | Andreas Felder Jens Weißflog |                   | Stefan Horngacher |
| 4 gennaio 1991                | Innsbruck              | Austria        | Bergisel K109             | LH    | Ari-Pekka Nikkola            | Jens Weißflog     | Dieter Thoma      |
| 6 gennaio 1991                | Bischofshofen          | Austria        | Paul Ausserleitner K111   | LH    | Andreas Felder               | Ernst Vettori     | Ari-Pekka Nikkola |
| 9 gennaio 1991                | Oberwiesenthal         | Germania       | Fichtelberg K90           | NH    | annullata                    | annullata         | annullata         |
| 12 gennaio 1990               | Oberhof                | Germania       | Hans Renner K120          | LH    | Dieter Thoma                 | Andreas Felder    | Jens Weißflog     |
| 19 gennaio 1991               | Courchevel             | Francia        | Praz K90                  | NH    | annullata                    | annullata         | annullata         |
| 20 gennaio 1991               | Courchevel             | Francia        | Praz K120                 | LH    | annullata                    | annullata         | annullata         |
| 23 febbraio 1991              | Tauplitz               | Austria        | Kulm K185                 | FH    | Stefan Zünd                  | Ari-Pekka Nikkola | Per-Inge Tällberg |
| 24 febbraio 1991              | Tauplitz               | Austria        | Kulm K185                 | FH    | Stefan Horngacher            | Ralph Gebstedt    | Heinz Kuttin      |
| 2 marzo 1991                  | Lahti                  | Finlandia      | Salpausselkä K90          | NH    | Andreas Felder               | Heinz Kuttin      | Werner Haim       |
| 3 marzo 1991                  | Lahti                  | Finlandia      | Salpausselkä K114         | LH    | Andreas Felder               | Stefan Horngacher | Dieter Thoma      |
| 6 marzo 1991                  | Bollnäs                | Svezia         | Bolleberget K90           | NH    | Stefan Zünd                  | Risto Laakkonen   | František Jež     |
| 10 marzo 1991                 | Falun                  | Svezia         | Lugnet K112               | LH    | Mikael Martinsson            | Dieter Thoma      | Ernst Vettori     |
| 13 marzo 1991                 | Trondheim              | Norvegia       | Granåsen K120             | LH    | Heinz Kuttin                 | Mikael Martinsson | Øyvind Berg       |
| 17 marzo 1991                 | Oslo                   | Norvegia       | Holmenkollen K105         | LH    | Ernst Vettori                | Stefan Horngacher | Staffan Tällberg  |
| 23 marzo 1991                 | Planica                | Jugoslavia     | Letalnica K185            | FH    | Staffan Tällberg             | Stefan Zünd       | André Kiesewetter |
| 24 marzo 1991                 | Planica                | Jugoslavia     | Letalnica K185            | FH    | Ralph Gebstedt               | Stefan Horngacher | Dieter Thoma      |
| 30 marzo 1991                 | Štrbské Pleso          | Cecoslovacchia | MS 1970 K120              | LH    | Stefan Zünd                  | Mikael Martinsson | Raimo Ylipulli    |

Legenda:

NH = trampolino normale

LH = trampolino lungo

FH = volo con gli sci

## Classifiche

### Generale
| Pos. | Nome              | Nazione   | Punti |
| ---- | ----------------- | --------- | ----- |
| 1    | Andreas Felder    | Austria   | 260   |
| 2    | Stefan Zünd       | Svizzera  | 206   |
| 3    | Dieter Thoma      | Germania  | 201   |
| 4    | Stefan Horngacher | Austria   | 179   |
| 5    | Mikael Martinsson | Svezia    | 158   |
|      | Ari-Pekka Nikkola | Finlandia | 158   |
| 7    | Heinz Kuttin      | Austria   | 148   |
| 8    | Jens Weißflog     | Germania  | 141   |
| 9    | Ernst Vettori     | Austria   | 139   |
| 10   | André Kiesewetter | Germania  | 134   |

### Torneo dei quattro trampolini

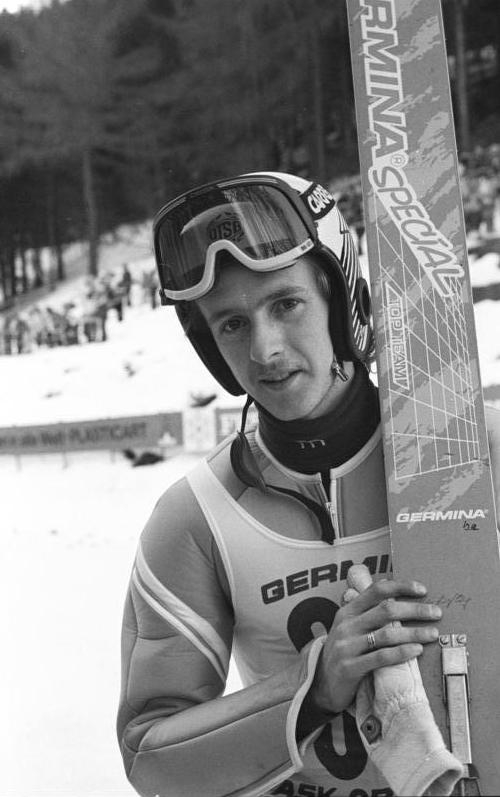
Jens Weißflog

| Pos. | Nome              | Nazione   | Punti |
| ---- | ----------------- | --------- | ----- |
| 1    | Jens Weißflog     | Germania  | 820   |
| 2    | Andreas Felder    | Austria   | 806   |
| 3    | Dieter Thoma      | Germania  | 780   |
| 4    | Ernst Vettori     | Austria   | 775   |
| 5    | Stefan Horngacher | Austria   | 773   |
| 5    | Ari-Pekka Nikkola | Finlandia | 773   |

### Volo
| Pos. | Nome              | Nazione  | Punti |
| ---- | ----------------- | -------- | ----- |
| 1    | Stefan Zünd       | Svizzera | 64    |
| 2    | Stefan Horngacher | Austria  | 53    |
| 3    | Ralph Gebstedt    | Germania | 52    |
| 4    | Staffan Tällberg  | Svezia   | 47    |
| 5    | Werner Haim       | Austria  | 41    |

### Nazioni
| Pos. | Nazione   | Punti |
| ---- | --------- | ----- |
| 1    | Austria   | 886   |
| 2    | Germania  | 672   |
| 3    | Finlandia | 347   |
| 4    | Svezia    | 281   |
| 5    | Svizzera  | 237   |